# Friedrich Niebergall

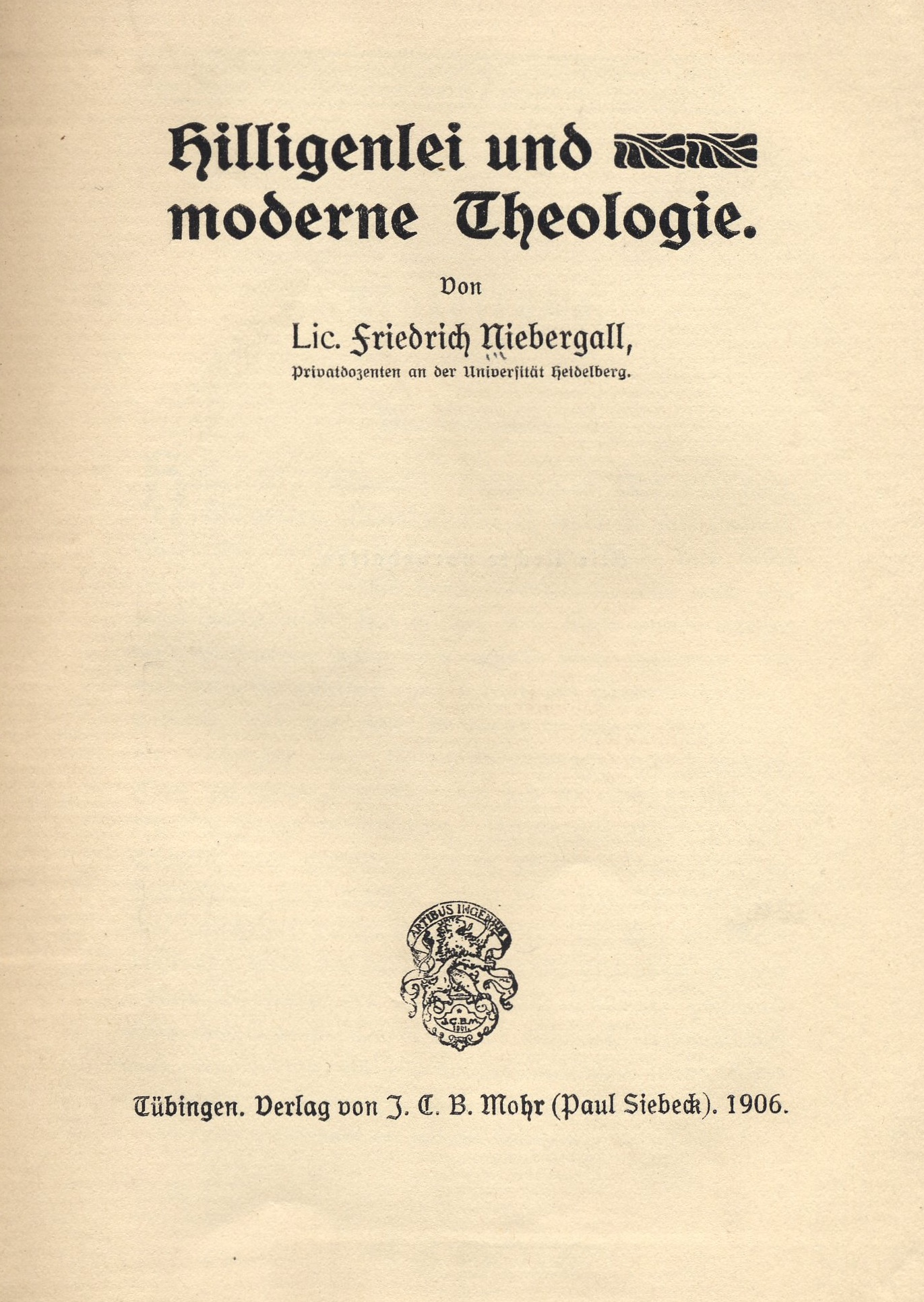
Titelblatt der Schrift Hilligenlei und moderne Theologie von Friedrich Niebergall (Tübingen, 1906)

Friedrich Niebergall (* 20. März 1866 in Kirn; † 20. September 1932 in Marburg, Hessen) war ein deutscher evangelischer Theologe. Er gilt als bedeutender Vertreter der Praktischen Theologie am Anfang des 20. Jahrhunderts.

## Leben
Friedrich Niebergall studierte Evangelische Theologie in Tübingen, Berlin (wo ihn Julius Kaftan besonders prägte) und Bonn und wurde 1892 Pfarrer der evangelischen Gemeinde in seiner Heimatstadt Kirn. Am 22. Juni 1902 erwarb er den Grad eines Lic. Theol. an der Universität Gießen und habilitierte sich am 5. Mai 1903 mit einer Arbeit über die Die paulinische Erlösungslehre im Konfirmandenunterricht an der Ruprecht-Karls-Universität Heidelberg. Nach fünf Jahren als Privatdozent wurde er 1908 in Heidelberg zum außerordentlichen Professor berufen. Von 1922 bis zu seinem Tod hatte er den Lehrstuhl für Praktische Theologie an der Philipps-Universität Marburg inne. Dort war er 1927/1928 Dekan der Theologischen Fakultät.
Niebergall wurde 1910 von der Universität Berlin die theologische Ehrendoktorwürde verliehen.
Als Nationalkonservativer hatte Niebergall Deutschlands Stellung im Ersten Weltkrieg unterstützt, stellte sich nach 1918 aber auf die Seite der Weimarer Republik. Noch kurz vor seinem Tod warnte er vor der NSDAP.
Sein Sohn Alfred Niebergall (1909–1978) wurde 1957 Nachfolger auf dem Lehrstuhl seines Vaters in Marburg. Sein Sohn Fritz Niebergall starb 1918 im Ersten Weltkrieg.

## Werk und Bedeutung
Niebergall wurde vom Neukantianismus entscheidend geprägt und kann der theologischen Schule Albrecht Ritschls zugeordnet werden. Ein weiterer geistiger Referenzpunkt ist seine Auseinandersetzung mit Ernst Troeltsch, gegen dessen vermeintlichen Relativismus er die Absolutheit der Offenbarung Christi behauptete. Gegen die historische und dogmatische Ausrichtung der zeitgenössischen Praktischen Theologie setzte er eine empirische Ausrichtung durch, die den „modernen Menschen“ erreichen wollte. Er engagierte sich im Evangelisch-Sozialen Kongress und im Evangelischen Bund.
Niebergall publizierte bedeutende Beiträge zur Praktischen Theologie insgesamt (die er von der Gemeinde als Trägerin der Arbeit und Inhaberin der Kräfte her konzipierte) und zu nahezu allen ihrer Teilfächer. Sein dreiteiliges Werk Wie predigen wir dem modernen Menschen? gilt als bedeutendes Lehrbuch der Homiletik. Dabei versuchte er als einer der ersten Theologen, die Erkenntnisse der Psychologie (Wilhelm Wundt, William James) nutzbar zu machen. Als Hilfe für die Predigt waren auch die Praktische Auslegung des Neuen Testaments (1905) und die Praktische Auslegung des Alten Testaments (1912–22) gedacht. Der Liturgik war sein Der evangelische Gottesdienst im Wandel der Zeiten (1925) gewidmet. Mit seiner Auffassung von der Bildbarkeit des Menschen hatte Niebergall großen Einfluss auf die liberale Religionspädagogik. Obwohl er sich mit seinem Ansatz einer religiös-nationalen Volkserziehung ausdrücklich auf das Alte Testament bezog, beriefen sich auch die Deutschen Christen auf ihn.

## Werke (Auswahl)
- Ein Pfad zur Gewißheit. Mohr, Tübingen 1902.
- Wie predigen wir dem modernen Menschen?. Drei Teile. Mohr, Tübingen 1902, 1906, 1921.
- Die Kasualrede. Vandenhoeck & Ruprecht, Göttingen 1905; 2. Aufl. 1907.
- Das Abendmahl. Vortrag gehalten vor den Freunden der evangelischen Freiheit in Elberfeld-Barmen. Georgi, Bonn 1906.
- Hilligenlei und moderne Theologie. Mohr, Tübingen 1906 (zum Roman Hilligenlei von Gustav Frenssen).
- Jesus im Unterricht. Ein Handbuch für die Behandlung der neutestamentlichen Geschichte.  Vandenhoeck & Ruprecht, Göttingen 1910; 4. Aufl. 1922.
- Theologie und Praxis. Hemmungen und Förderungen der Predigt und des Religions-Unterrichts durch die moderne Theologie. Vandenhoeck & Ruprecht, Göttingen 1916.
- Lebensinhalt. Ein Vermächtnis Deutschen Glaubens. Otto Reichel Verlag, Berlin 1918.
- Praktische Theologie. Lehre von der kirchlichen Gemeindeerziehung auf religionswissenschaftlicher Grundlage. Zwei Bände. Mohr, Tübingen 1918–1919.
- Evangelischer Sozialismus. Mohr, Tübingen 1920.
- Die religiöse Erziehung in Haus und Schule. Verlag von B. G. Teubner, Leipzig und Berlin 1920.
- Zur Reform des Religionsunterrichts. Beltz, Langensalza 1921.
- Sexuelle Aufklärung der Jugend, ihr Recht, ihre Wege und Grenzen. Evangelischer Verlag, Heidelberg 1921.
- Christliche Jugend- und Volkserziehung. Eine Religionspädagogik auf religionspsychologischer Grundlage. Vandenhoeck & Ruprecht, Göttingen 1924.
- Die neuen Wege kirchlicher Arbeit. Eine kleine Pastoraltheologie. Vandenhoeck & Ruprecht, Göttingen 1928.
- Die moderne Predigt. Kulturgeschichtliche und theologische Grundlage, Geschichte und Ertrag. Mohr, Tübingen 1929.
- Pädagogische Religionsphilosophie. Beltz, Langensalza 1930.